# Lindsey Stirling
Lindsey Stirling (ur. 21 września 1986 w Santa Ana) – amerykańska skrzypaczka, piosenkarka, tancerka.
Stirling stara się eksperymentować, łącząc granie na skrzypcach razem z gatunkami muzycznymi, takimi jak hip-hop oraz dubstep.

## Życiorys

### Dzieciństwo i edukacja
Lindsey Stirling urodziła się w Santa Ana w Kalifornii, spędziła jednak sporo swego dzieciństwa w Gilbert (Arizona) gdzie ukończyła Mesquite High School. Przeprowadziła się do Provo w stanie Utah, by uczęszczać do Uniwersytetu Brighama Younga, gdzie studiowała rekreację terapeutyczną. Jej następnym życiowym celem była posługa w misji LDS (Kościoła Jezusa Chrystusa Świętych w Dniach Ostatnich) w Nowym Jorku. W 2009 roku Stirling wróciła do Provo, gdzie kontynuowała naukę na Uniwersytecie. Zamieszkiwała tam aż do grudnia 2012 roku, kiedy to wyprowadziła się z powrotem do Arizony razem ze swoją rodziną. Obecnie mieszka w Los Angeles.

### Kariera

#### Początki kariery
Już w wieku 6 lat, pod wpływem muzyki klasycznej granej przez ojca, Lindsey Stirling zapragnęła nauczyć się gry na skrzypcach. Przez 12 lat pobierała prywatne lekcje nauki gry muzyki poważnej. W wieku 16 lat dołączyła do zespołu rockowego Stomp On Melvin, gdzie wraz z czwórką przyjaciół eksperymentowała z muzyką. Bazując na doświadczeniach zdobytych przez grę w zespole, artystka napisała swój pierwszy rockowy utwór na skrzypce, za którego wykonanie w 2005 roku otrzymała m.in. tytuł Arizona’s Jr. Miss oraz National Jr. Miss Pageant w kategorii talentów. Rozpoczęła studia na Uniwersytecie Brighama Younga, gdzie spotkała studenta kinematografii Devina Grahama, z którym często współpracuje przy produkcji klipów filmowych.
Od najmłodszych lat Lindsey Stirling fascynowała się tańcem. Jej pragnieniem było pobierać lekcje tańca i gry na skrzypcach w tym samym czasie. Podczas wywiadu dla NewMediaRockstars.com powiedziała: Odkąd byłam dzieckiem zawsze chciałam tańczyć. Moi rodzice powiedzieli jednak, że muszę wybrać pomiędzy skrzypcami i tańcem, ponieważ na oba nie mogliśmy sobie pozwolić. Wybrałam skrzypce. Moim zdaniem te dwie rzeczy się dopełniają. To jest to, co zawsze chciałam robić.

#### 2010–2013:America’s Got TalentiLindsey Stirling

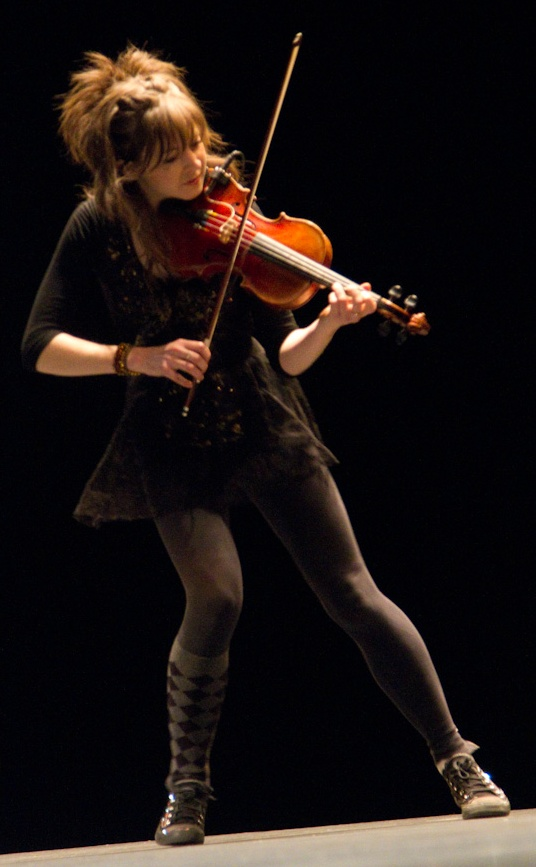
Lindsey Stirling, 2012

W 2010 roku wzięła udział w przesłuchaniach do piątej edycji programu America’s Got Talent, gdzie dotarła do ćwierćfinału. Artystka została określona wówczas jako „hip-hopowa skrzypaczka”, a jej występy były opisywane przez jurorów jako „elektryzujące”. Podczas jednego z czatów z fanami wyjaśniła, że „to jest nienaturalne by tańczyć podczas gry na skrzypcach, więc musiała dużo ćwiczyć”. Jak dodała: Teraz jest to częścią mojej naturalnej ekspresji i przychodzi mi to niezwykle naturalnie. Muszę znać perfekcyjnie piosenkę, którą gram zanim zacznę się poruszać. Kiedy już znam piosenkę bardzo dobrze mogę się świetnie bawić, tańcząc podczas jej wykonywania.
Po udziale w przesłuchaniach do programu America’s Got Talent postanowiła kontynuować styl działania oraz promowania się w Internecie. W 2012 roku w wywiadzie zauważyła: Wiele ludzi mówi mi, że droga, którą idę oraz mój styl oraz muzyka nie sprzedadzą się. Jedynym powodem, dla którego odnoszę sukces jest to, że pozostaję wierną sobie. Wkrótce po występie w talent show skontaktował się z nią operator kamery Devin Graham. Mężczyzna zaproponował jej wspólne nagranie filmu, który miał zostać umieszczony w serwisie YouTube. Para nagrała teledysk do piosenki „Spontaneous Me”, który ukazał się w sieci w maju 2011 roku. Wideo znacznie zwiększyło popularność artystki, co sprawiło, że ta zaczęła umieszczać kolejne teledyski na swoim kanale o nazwie Lindseystomp. Kanał, który został założony w 2007 roku, zyskał nazwę po pierwszym zespole, którego Stirling była członkinią (Stomp on Melvin). Od 2011 roku do 2013 kanał gwałtownie zyskał na popularności: w tym okresie wszystkie filmy miały łącznie ponad 550 milionów wyświetleń, a sam kanał miał ok. 4,5 miliona subskrybentów. We wrześniu 2012 roku Stirling stworzyła drugi kanał na YouTube – LindseyTime, na którym zamieszcza filmy związane z jej życiem, treściami zza kulis itp. W tym czasie współpracowała też z innymi muzykami oraz orkiestrą Salt Lake Pops.
Jej debiutancki album, zatytułowany po prostu Lindsey Stirling, został wydany 18 września 2012 roku. Płyta została utrzymana w stylistyce classical crossover. W tym samym czasie artystka wyruszyła w północnoamerykańską trasę koncertową. Pod koniec listopada 2012 roku trasa zakończyła się, a Stirling zapowiedziała rozpoczęcie światowej części trasy. W grudniu 2012 ogłoszono, że teledysk do utworu „Crystallize” z repertuaru Stirling został ósmym najczęściej oglądanym teledyskiem w serwisie YouTube, zyskując ponad 80 milionów odsłon. W styczniu 2013 roku Stirling rozpoczęła zapowiadaną wcześniej trasę koncertową, w ramach której odwiedziła łącznie 55 miast w Europie, Kanadzie i Stanach Zjednoczonych, kończąc w Arizonie w kwietniu 2013 roku. Pod koniec lutego ogłosiła nową, europejską trasę koncertową, trwającą od 22 maja do 29 czerwca 2013 roku.
W kwietniu 2013 roku Stirling podpisała kontrakt z agencją menedżerską Atom Factory Troya Cartera. Jak wyznała artystka w jednym z wywiadów, że „twórczo odżyła, gdy spotkała ich na swojej drodze”. W lipcu dołączyła do Nathan Pacheco, Orkiestry Temple Square w Mormon Tabernacle Choir. Zagrała również w Utah na dorocznym Dniu Pioniera. W sierpniu amerykański magazyn Billboard ogłosił, że płyta pt. Lindsey Stirling została sprzedana w nakładzie 158 tys. egzemplarzy w Stanach Zjednoczonych. Była to tym samym druga najlepiej się sprzedająca artystka gatunku classical crossover w 2013 roku, zaraz za albumem Andrei Bocellego. Artystka zapowiedziała również swoją pierwszą trasę koncertową w Australii, Korei Południowej oraz Japonii. We wrześniu wystąpiła na gali charytatywnej Dreamball 2013 w Ritz Carlton, a 3 listopada wraz z zespołem Pentatonix otrzymała Muzyczną Nagrodę YouTube w kategorii „Odpowiedź roku” (za cover piosenki „Radioactive”).

#### Od 2014:Shatter MeiBrave Enough

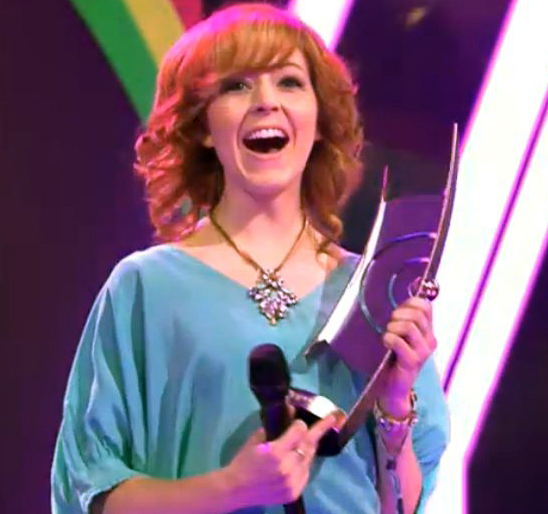
Lindsey Stirling ze statuetką Echo Award, marzec 2014

29 września 2013 roku Lindsey Stirling ogłosiła na swojej oficjalnej stronie, że zaczyna pracę nad swoim drugim albumem. W marcu 2014 roku artystka ogłosiła daty swojej nowej trasy koncertowej po Europie. 27 marca została laureatką prestiżowej nagrody muzycznej Echo Award 2014 w kategorii „Crossover”. Pod koniec kwietnia ukazała się jej druga płyta studyjna zatytułowana Shatter Me. 13 października artystka zagrała koncert na warszawskim Torwarze. W tym samym miesiącu wzięła udział w internetowym programie tanecznym Dance Showdown.
W sierpniu 2016 roku Lindsey Stirling wydała swój trzeci album studyjny zatytułowany Brave Enough. W tym samym czasie ukazała się rozszerzona wersja płyty, która została wzbogacona o cztery dodatkowe utwory: „Waltz”, „Afterglow”, „Powerlines” i „Forgotten Voyage”.
Jesienią 2017 roku brała udział w 25. edycji programu Dancing with the Stars, emitowanej w ABC, gdzie zajęła 2. miejsce. Jej partnerem tanecznym był Mark Ballas.

### Działalność charytatywna
1 października 2013 roku Lindsey Stirling podjęła współpracę z organizacją non-profit Atlanta Music Project, która miała na celu pomoc dzieciom niemającym szans na promowanie ich muzyki. Misją Atlanta Music Project było „inspirowanie zmian społecznych poprzez zapewnienie młodzieży możliwości uczenia się i wykonywania muzyki w orkiestrach i chórach”. Specjalnie w tym celu Lindsey Stirling udostępniła do sprzedaży dwie koszulki z limitowanej edycji „Lindsey Stirling/The Power of Music”. Pieniądze zebrane na sprzedaży tychże koszulek zostały przekazane organizacji. Zapewniły szkolenia muzyczne dla pięćdziesięciorga dzieci.

## Życie prywatne
W 2013 roku została wyróżniona przez kościół LDS w kampanii Jestem Mormonem. Zwierzyła się w niej otwarcie z tego, że wiara pomogła jej w walce z anoreksją w szkole średniej i na studiach.

## Dyskografia

### Albumy studyjne
| Lindsey Stirling           | - Data: 18 września 2012 - Wydawca: BridgeTone                            | 113 | 23 | –  | 121 | 123 | 5  | 1  | 17 | 4  | 10 |                  | - GER: platyna - AUT: platyna - CHE: złoto - POL: złoto - USA: złoto |
| Shatter Me                 | - Data: 29 kwietnia 2014 - Wydawca: Lindseystomp                          | 95  | 2  | 5  | 93  | 74  | 3  | 3  | 35 | 4  | 12 | - USA: 214 tys.+ | - GER: złoto - AUT: złoto                                            |
| Brave Enough               | - Data: 19 sierpnia 2016 - Wydawca: Lindseystomp                          | 100 | 5  | 7  | 39  | 36  | 3  | 5  | 9  | 4  | 22 | - USA: 45 tys.+  |                                                                      |
| Warmer in the Winter       | - Data: Data: 20 października 2017 - Wydawca: Concord Records             | -   | 1  | 52 | 150 | –   | –  | 43 | 66 | 52 | –  |                  |                                                                      |
| Artemis                    | - Data wydania: 6 września 2019 - Wydawca: BMG Rights Management (US) LLC | –   | 1  | 76 | 187 | 36  | –  | 22 | 30 | 19 | 25 |                  |                                                                      |
| Snow Waltz                 | - Data wydania: 7 października 2022 - Wydawca: Concord Records            | 75  | 1  | -  | -   | -   | 90 | -  | -  | 88 | -  |                  |                                                                      |
| Duality                    | - Data wydania 14 czerwca 2024 - Wydawca: Concord Records                 | 22  | 1  | -  | 25  | -   | 28 | 12 | -  | 15 | -  |                  |                                                                      |
| „–” album nie był notowany |                                                                           |     |    |    |     |     |    |    |    |    |    |                  |                                                                      |

### EP
Lindsey Stomp  2010
Lose You Now  2021

### Single
| „Celtic Carol”                                                      | 2011 | –  | –   | –  | –  |              |
| „Good Feeling”                                                      | 2012 | –  | –   | –  | –  |              |
| „We Found Love”                                                     | 2012 | –  | –   | –  | –  |              |
| „Come With Us” (Lindsey Stirling feat. Can’t Stop Won’t Stop)       | 2012 | –  | –   | –  | –  |              |
| „A Thousand Years” (Kurt Schneider, Aimee Proal & Lindsey Stirling) | 2012 | –  | –   | –  | –  |              |
| „Starships” (Megan Nicole & Lindsey Stirling)                       | 2012 | –  | –   | –  | –  |              |
| „Assassin’s Creed Theme”                                            | 2012 | –  | –   | –  | –  |              |
| „Phantom of the Opera Medley”                                       | 2012 | –  | –   | –  | –  |              |
| „Crystallize”                                                       | 2012 | 28 | 184 | 39 | 37 | - USA: złoto |
| „Star Wars Medley” (Lindsey Stirling & Peter Hollens)               | 2013 | –  | –   | –  | –  |              |
| „1 Original, ONE Cover” (Tyler Ward & Lindsey Stirling)             | 2013 | –  | –   | –  | –  |              |
| „Living Room Sessions” (Tyler Ward, Chester See & Lindsey Stirling) | 2013 | –  | –   | –  | –  |              |
| „Pokémon Theme” (Lindsey Stirling & Kurt Hugo Schneider)            | 2013 | –  | –   | –  | –  |              |
| „My Immortal”                                                       | 2013 | –  | –   | –  | –  |              |
| „Halo Theme Song” (William Joseph & Lindsey Stirling)               | 2013 | –  | –   | –  | –  |              |
| „Shatter Me” (Lindsey Stirling feat. Lzzy Hale)                     | 2014 | –  | –   | 59 | –  |              |
| „Take Flight”                                                       | 2014 | 74 | –   | –  | –  |              |
| "Master of Tides"                                                   |      | –  | –   | –  | –  |              |
| „Les Misérables Medley”                                             | 2015 | –  | –   | –  | –  |              |
| "The Arena"                                                         | 2016 | –  | –   | –  | –  |              |
| "Prism"                                                             | 2016 | –  | –   | –  | –  |              |
| "Underground"                                                       | 2019 | –  | –   | –  | –  |              |
| "The Upside"                                                        | 2019 | –  | –   | –  | –  |              |
| "Artemis"                                                           | 2019 | –  | –   | –  | –  |              |
| „–” singel nie był notowany.                                        |      |    |     |    |    |              |

#### Single z gościnnym udziałem
| „Mama Economy (The Economy Explained)” (Tay Zonday feat. Lindsey Stirling)               | 2011 | –  | –  |              |
| „By No Means” (Eppic feat. Lindsey Stirling)                                             | 2011 | –  | –  |              |
| „Grenade” (Nathaniel Drew & Salt Lake Pops Orchestra feat. Alex Boyé & Lindsey Stirling) | 2012 | –  | –  |              |
| „Grenade” (Nathaniel Drew & Salt Lake Pops Orchestra feat. Lindsey Stirling)             | 2012 | –  | –  |              |
| „Mission Impossible” (The Piano Guys feat. Lindsey Stirling)                             | 2013 | –  | –  |              |
| „Thousand Years” (Peter Hollens & Evynne Hollens feat. Lindsey Stirling)                 | 2013 | –  | –  |              |
| „Game of Thrones” (Peter Hollens feat. Lindsey Stirling)                                 | 2014 | –  | –  |              |
| „Radioactive” (Pentatonix feat. Lindsey Stirling)                                        | 2014 | –  | –  | - USA: złoto |
| „Beautiful Times” (Owl City feat. Lindsey Stirling)                                      | 2014 | –  | –  |              |
| „Skyrim (Main Theme)” (Peter Hollens & Lindsey Stirling)                                 | 2014 | –  | –  |              |
| „Fields of Gold” (Peter Hollens feat. Tyler Ward & Lindsey Stirling)                     | 2015 | –  | –  |              |
| „The Show Must Go On” (Céline Dion feat. Lindsey Stirling)                               | 2016 | 23 | 89 |              |
| „–” singel nie był notowany.                                                             |      |    |    |              |